# Моубрей, Роджер, 1-й барон Моубрей
Роджер (III) де Моубрей (англ. Roger de Mowbrey; ум. до 21 ноября 1297) — 7-й феодальный барон Монбрей с 1228 или 1230, 1-й барон Моубрей (по призывной грамоте) с 1295 года, сын Роджера (II) де Моубрея и Матильды де Бошан.

## Биография
Роджер происходил из знатного англо-нормандского рода Моубреев. Его отец умер в 1266 году, после чего Роджер унаследовал родовые владения Моубреев. В их состав в 1282 году входили маноры Тирск, Киркби-Мальзирд, Бёртон-ин-Лосдейл, Ховингэм, Мелтон-Моубрей, Эпуорт, а также остров Эксхольм. Также, вероятно, от жены Роджер унаследовал некоторые владения рода Ласи.
Роджер участвовал в валлийских и гасконских кампаниях Генриха III и Эдуарда I. В 1265 году он был вызван в английский парламент Симоном де Монфором, однако после гибели Монфора эти вызовы были объявлены недействительными.
В 1283 году он участвовал в заседании парламента в Шрусбери, который осудил валлийского князя Давида ап Грифида, а также в заседаниях парламента в 1294—1296 годов. 24 июня 1295 года Роджер был вызван в парламент как 1-й барон Моубрей уже королём Эдуардом I.
Роджер умер ранее 21 ноября 1297 года. Согласно одной из рукописей о доме Моубреев, многие детали которой противоречат другим документам, Роджер умер в Генте и был похоронен в Фаунтинском аббатстве (Северный Йоркшир). Ему наследовал старший сын Джон (I) де Моубрей. Поскольку он в момент смерти Роджера был несовершеннолетним, то над ним была установлена опека.

## Брак и дети
Жена: с 1270 Рохеза де Клер (17 октября или ок. 25 декабря 1252 — после 1316), дочь Ричарда де Клера, 5/6-й графа Хартфорда и 2/6-й графа Глостера и Мод де Ласи. Дети:
- Джон (I) де Моубрей (4 сентября 1286 — 23 марта 1322), 2-й барон Моубрей с 1297;
- (?) Роджер де Моубрей (ум. после 1312). Он в 1312 году получил папское разрешение на помолвку с Маргарет Эбернети; о его жизни ничего не известно, но по возрасту он мог быть сыном только Роджера III[1].